# Kölner Furt

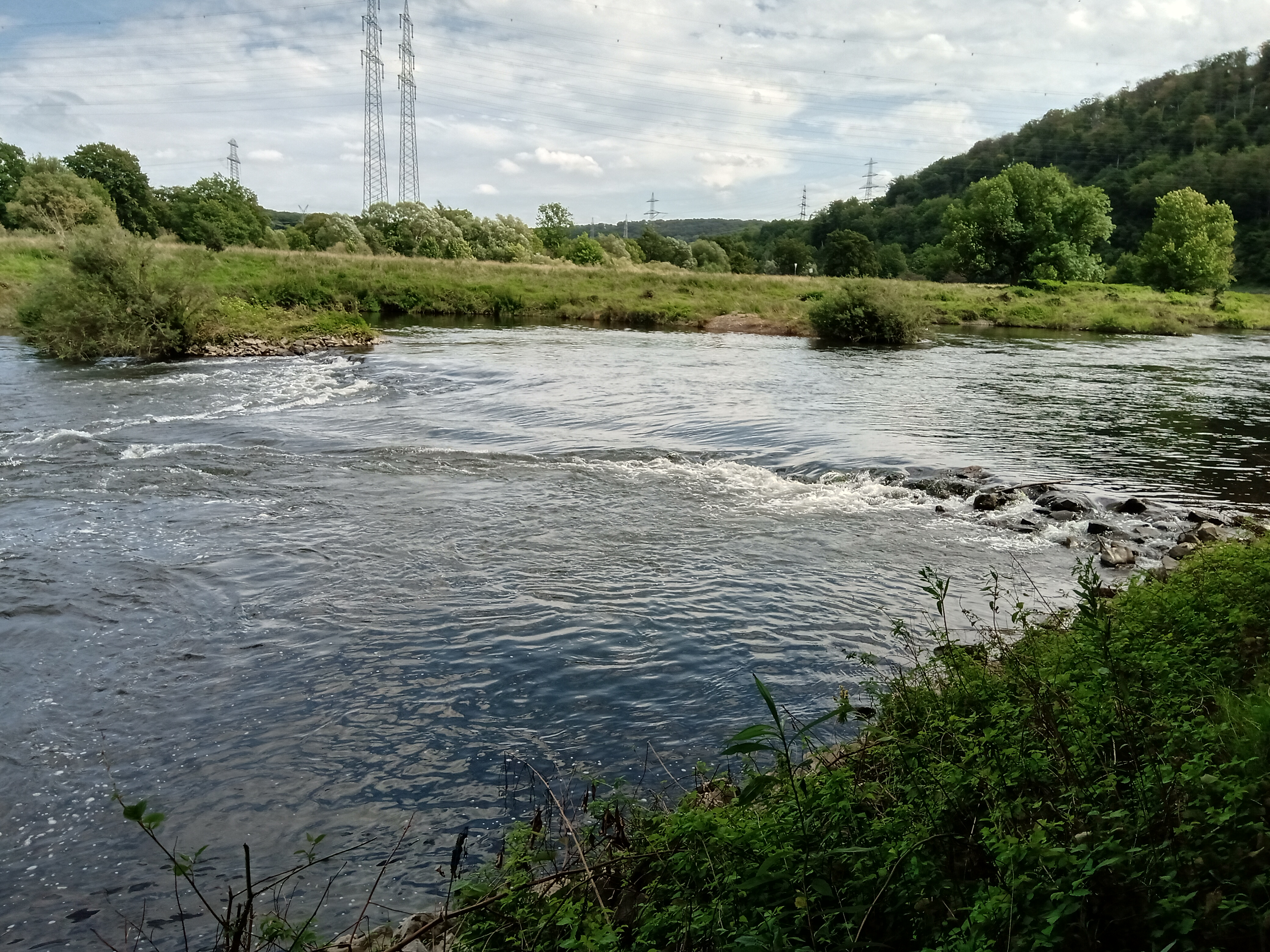
Kölner Furt am Isenberg bei Hattingen

Die Kölner Furt ist eine Furt an der Ruhr unterhalb des Isenberges bei Hattingen.
Der Isenberg ist ein Ausläufer des Rheinischen Schiefergebirges und bricht zur Ruhr hin ca. 80 Meter steil ab. Auch unter dem Flussniveau setzt sich der felsige Kern fort, so dass sich die Ruhr nicht tief in den Untergrund eingraben konnte. Bei Niedrigwasser ist der Fluss an dieser Stelle ca. 0,5 Meter tief, bei Hochwasser ca. 1 Meter. Da auch das Flussbett hier recht schmal ist, ist die Strömung entsprechend reißend. Die Durchquerung der Furt war daher mitunter schwierig. Heute wird die Furt nicht mehr benutzt.
Im Mittelalter führte der Hilinciweg, heute ein Altweg, durch die Kölner Furt. Als gegen 1550 zwei Kilometer flussaufwärts die Ruhrbrücke Hattingen über die Ruhr von Hattingen nach Winz fertig wurde, verlor die Kölner Furt ihre Bedeutung.